# Dąbrowa (gmina w województwie szczecińskim)
Dąbrowa (do 1947 Nowa Dąbrowa; od 1973 Stara Dąbrowa) – dawna gmina wiejska istniejąca w latach 1945–1954 w woj. szczecińskim (dzisiejsze woj. zachodniopomorskie). Siedzibą władz gminy była Nowa Dąbrowa.
Gmina Nowa Dąbrowa powstała po II wojnie światowej na terenie tzw. Ziem Odzyskanych (tzw. III okręg administracyjny – Pomorze Zachodnie). 28 czerwca 1946 gmina – jako jednostka administracyjna powiatu stargardzkiego – weszła w skład nowo utworzonego woj. szczecińskiego. Z końcem 1947 roku nazwę gminy zmieniono na Dąbrowa.
Według stanu z 1 lipca 1952 gmina Dąbrowa składała się z 10 gromad: Białuń, Chlebówko, Grabowo, Kicko, Kiczarowo, Krzywnica, Łęczyca, Nowa Dąbrowa, Stara Dąbrowa i Tolcz. Gmina została zniesiona 29 września 1954 wraz z reformą wprowadzającą gromady w miejsce gmin. Wraz z kolejną reformą reaktywującą gminy 1 stycznia 1973 utworzono gminę Stara Dąbrowa o podobnym zasięgu terytorialnym co dawna gmina Dąbrowa.